# 玛丽娜·阿扎马萨瓦
玛丽娜·阿扎马萨瓦 (née Katowich，1987年12月17日—) 是一名白俄罗斯女子中跑运动员。她参加过2012年奥运会800米赛跑。赢得2015年世界田径锦标赛女子800米金牌。

## 外部連結
- 玛丽娜·阿扎马萨瓦在的頁面